# Умм-эль-Марадим
Умм-эль-Марадим (араб. جزيرة ام النم‎) — необитаемый остров площадью 0,003658 квадратного километра, принадлежащий Кувейту, на южной морской границе страны, в Персидском заливе, в 26 километрах от материка, к востоку от кувейтского порта Эз-Заур (Мина-Саид) и в 215 километрах к западу от иранского порта Бушир. Длина острова 500 метров, ширина 300 метров. В юго-восточной части острова расположен маяк на солнечной батарее, представляющий собой 22-метровую башню квадратного сечения с металлическим каркасом. Фокальная плоскость расположена на высоте 23 метров. Маяк даёт две белых вспышки каждые 15 секунд.
В прошлом острова Умм-эль-Марадим и Кару были объектом территориальных разногласий между Кувейтом и Саудовской Аравией. В 1949 году всеми правами на острова Куббар, Кару и Умм-эль-Марадим завладела американская компания Aminoil, в 1948 году получившая концессию сроком 60 лет на добычу нефти в Нейтральной зоне. В июне 1977 года саудовские войска захватили острова Умм-эль-Марадим и Кару.
В ходе вторжения Ирака остров был оккупирован и позднее освобожден в ходе войны в Персидском заливе 13-м экспедиционным отрядом морской пехоты в январе 1991 года.